# Réjean Ducharme
Réjean Ducharme (n. 12 august 1941, Saint-Félix-de-Valois⁠(d), provincia Québec, Canada – d. 21 august 2017, Montréal, provincia Québec, Canada) a fost un romancier și dramaturg canadian.